# Göran Hazelius

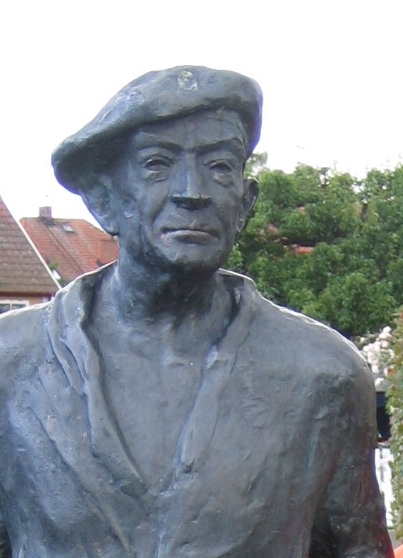
Staty över Fritiof Nilsson Piraten i Kivik.

Pål Göran Filip Hazelius, född 11 augusti 1950, är en svensk skulptör.
Göran Hazelius har varit verksam som formgivare på museer och tillverkade på 1980-talet porträttlika vaxdockor till utställningar. Hazelius har i sin skulptur inspirerats av bland andra Camille Claudel.

## Offentliga verk i urval
- Basisten, en skulptur från 1993, som tilldelats utmärkelsen Basisten för någon som främjat jazzen av Riksförbundet Svensk Jazz[3]
- Fritiof Nilsson Piraten, bronsskulptur i Kivik, 1989
- Simson, brons- och betongskulptur på Kemners torg i Ystad, 1996[1]
- Makarna Wahlberg, grosshandlaren John Wahlberg (1839–1910) med fru, bronsskulptur i Wahlbergska parken i Kristianstad, 2009[4]